# Henk Bouwman
Henricus Nicolaas Bouwman, detto Henk (Amsterdam, 30 giugno 1926 – Baarn, 27 dicembre 1995), è stato un hockeista su prato olandese.

## Palmarès

### Olimpiadi
- Bronzo a Londra 1948 nell'hockey su prato.